# 塞皮克河
塞皮克河（Sepik）是新畿內亞的一条河流。

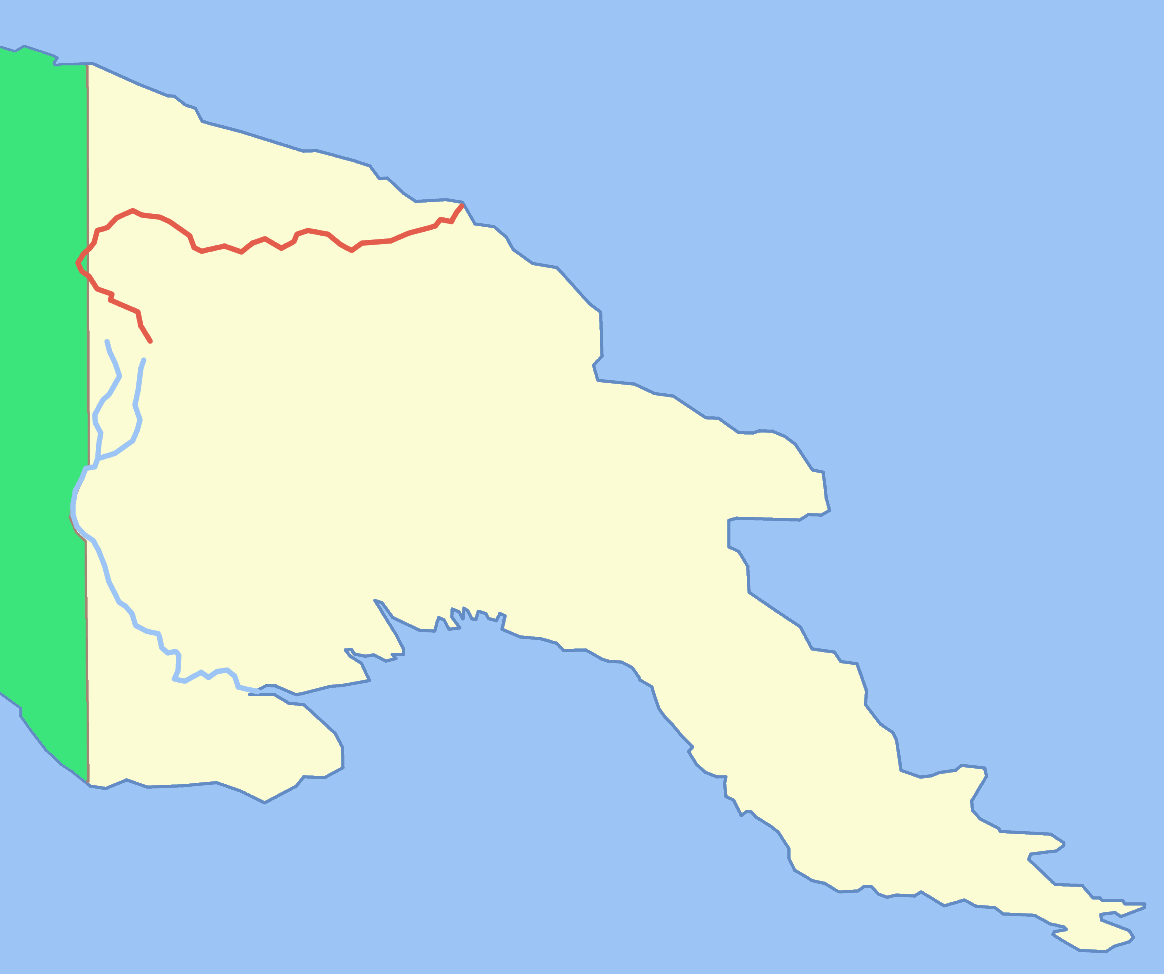
塞皮克河的位置

塞皮克河主要流經巴布亞新幾內亞的桑道恩省和東塞皮克省，也流經印尼巴布亞省，是亞太區最大的未受污染淡水濕地生態系統。